# Aldomir Mollov
Aldomir Mollov (* 11. April 1965) ist ein bulgarischer Opern- und Operetten-Sänger (Bassbariton). 

## Leben
Mollov studierte Gesang an der Nationalen Musikakademie Sofia bei Ressa Kolewa sowie Pawel Gerdschikow und schloss sein Studium mit Auszeichnung ab. Seit 2001 ist er Mitglied im Chor des Hessischen Staatstheaters in Wiesbaden. Zuvor war er von 1991 bis 1993 an der Komischen Oper Berlin und von 1993 bis 1996 am Anhaltischen Theater Dessau engagiert. 
Dort und an den Theatern in Stralsund und Darmstadt stand er seitdem in mehreren Partien als Solist auf der Bühne, so als Dr. Cajus in Otto Nicolais Oper Die lustigen Weiber von Windsor, Heerrufer in Richard Wagners Lohengrin (Neuinszenierung, Spielzeit 1994/95; Premiere: Mai 1995), Vater Germont in Giuseppe Verdis Oper La traviata, 5. Jude in Richard Strauss’ Oper Salome, Zigeuner in Verdis Il trovatore, Gerichtsdiener in der Oper Rigoletto desselben Komponisten sowie in der Operette Der Vogelhändler von Carl Zeller. 